# Hernâni Brôco
Hernani Manuel Conceição Brôco, né le 13 juin 1981 à Torres Vedras, est un coureur cycliste portugais.

## Biographie
En 2001, Hernâni Brôco participe aux championnats du monde à Lisbonne au Portugal. Il y prend la 14e place du contre-la-montre des moins de 23 ans et la 63e de la course en ligne de cette catégorie. Il est à nouveau présent aux championnats du monde de 2002, à Zolder en Belgique. Il y est 37e du contre-la-montre des moins de 23 ans. En 2003, il est champion du Portugal du contre-la-montre espoirs. Aux championnats du monde à Hamilton au Canada, toujours en catégorie espoirs, il se classe 23e du contre-la-montre et 45e de la course en ligne.
En 2004, il devient professionnel dans l'équipe LA-Pecol.

## Palmarès
- 2000
  - 3e du championnat du Portugal du contre-la-montre espoirs
- 2001
  - 1re étape du Grand Prix International CTT Correios de Portugal
- 2002
  - 3e du championnat du Portugal du contre-la-montre espoirs
- 2003
  -  Champion du Portugal du contre-la-montre espoirs
  - Prologue du Tour du Portugal de l'Avenir (contre-la-montre par équipes)
- 2005
  - 1re étape du Grande Prémio do Minho
  - 3e du championnat du Portugal du contre-la-montre
  - 3e du Grande Prémio do Minho
- 2006
  - 2e du Grand Prix Gondomar
- 2007
  - 2e étape du Grand Prix Barbot
- 2009
  - 1re étape du Grand Prix Abimota (contre-la-montre par équipes)
  - 2e du Grand Prix Abimota
- 2011
  - 3e étape du Tour du Portugal
  - 3e du championnat du Portugal du contre-la-montre
- 2013
  - 1re étape du Tour des Terres de Santa Maria da Feira (contre-la-montre par équipes)
- 2015
  - 2e du Grand Prix international de Guadiana
- 2016
  - 2e du Trophée Joaquim-Agostinho

## Résultats sur les grands tours

### Tour d'Espagne
- 2012 : 53e

## Classements mondiaux
| Année           | 2005 | 2006 | 2007 | 2008 | 2009 | 2010 | 2011 | 2012 | 2013 | 2014 |
| --------------- | ---- | ---- | ---- | ---- | ---- | ---- | ---- | ---- | ---- | ---- |
| UCI Africa Tour |      |      |      |      | 147e |      |      |      |      |      |
| UCI Europe Tour | 682e |      | 712e |      |      | 316e | 114e | 931e | 501e | 715e |